# چشمه آب‌گرم سراب بهرام
چشمه آب‌گرم سراب بهرام در شهرستان ممسنی و در مجاورت جادهٔ آسفالته چنارشاهیجان نورآباد واقع شده‌است و آب آن برای مصارف درمانی مورد استفاده قرارمی‌گیرد. این چشمه دارای املاح معدنی است که در آن ترکیبات گوگردی وجود دارند و برای مداوای بعضی از بیماری‌ها کاربرد درمانی دارد.